# Le Voyage de Félicia
Pour plus de détails, voir Fiche technique et Distribution.
Le Voyage de Félicia (titre original : Felicia's Journey) est un film britannico-canadien réalisé par Atom Egoyan, sorti en 1999.

## Synopsis
Felicia, adolescente irlandaise, va à Birmingham pour retrouver le garçon qui l'a engrossée. Elle accepte l'aide d'un vieil homme qui semble amical, mais cache de lourds secrets.

## Fiche technique
- Titre : Le Voyage de Félicia
- Titre original : Felicia's Journey
- Réalisation et scénario : Atom Egoyan
- Musique : Mychael Danna
- Pays d'origine :  Canada |  Royaume-Uni
- Format : Couleur — 35 mm — 2,35:1 — Son : Dolby Digital
- Genre : Film dramatique
- Durée : 116 minutes
- Date de sortie : 1999

## Distribution
- Bob Hoskins (V. Q. : Vincent Davy) : Joe Hilditch
- Arsinée Khanjian (V. Q. : Louise Choinière) : Gala
- Elaine Cassidy (V. Q. : Éveline Gélinas) : Felicia
- Sheila Reid : Iris
- Nizwar Karanj : Sidney
- Ali Yassine : Customs Officer
- Peter McDonald (en) (V. Q. : Benoit Éthier) : Johnny Lysaght
- Kriss Dosanjh : vendeur
- Gerard McSorley (V. Q. : Jean-Marie Moncelet) : Le père de Felicia
- Marie Stafford : L'arrière-grand-mère de Felicia
- Gavin Kelty : Shay Mulroone
- Brid Brennan : Mrs. Lysaght
- Mark Hadfield : le directeur de la télévision
- Danny Turner : Joey Hilditch enfant
- Susan Parry : Salome
- Julie Cox (V. Q. : Lisette Dufour) : Marcia Tibbits

Source et légende : Version québécoise (V. Q.) sur Doublage QC.